# Гидравлическая турбина

Устройство гидротурбины системы Каплана

Гидравлическая турбина, или Гидротурбина, — турбина, в которой в качестве рабочего тела используется вода. Применяется в качестве привода электрического генератора на гидроэлектростанциях.

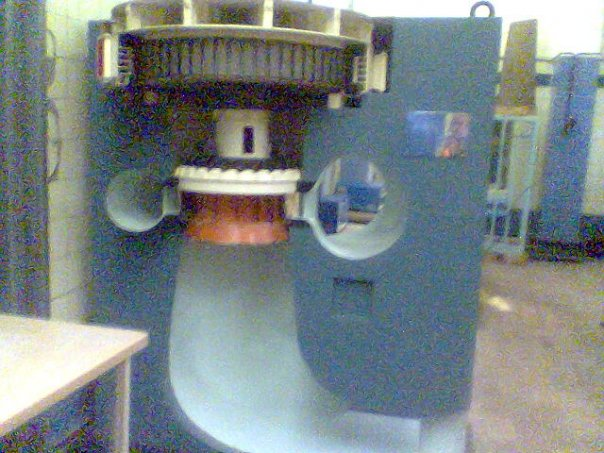
Макет гидроагрегата

## Физика явления
Основное уравнение работы гидравлической турбины:
{\displaystyle u_{1}c_{1}\cos \alpha _{1}-u_{2}c_{2}\cos \alpha _{2}=\eta _{h}gH}, где
{\displaystyle \eta _{h}} - гидравлический КПД турбины,
{\displaystyle g} - ускорение силы тяжести,
{\displaystyle H} - напор, перерабатываемый в турбине,
{\displaystyle u_{1}} - окружная скорость на входном периметре,
{\displaystyle c_{1}} - абсолютная входная скорость,
{\displaystyle \alpha _{1}} - угол между касательными и кривой лопатки к наружной окружности,
{\displaystyle u_{2},c_{2},\alpha _{2}} - то же на выходе воды.

## История создания

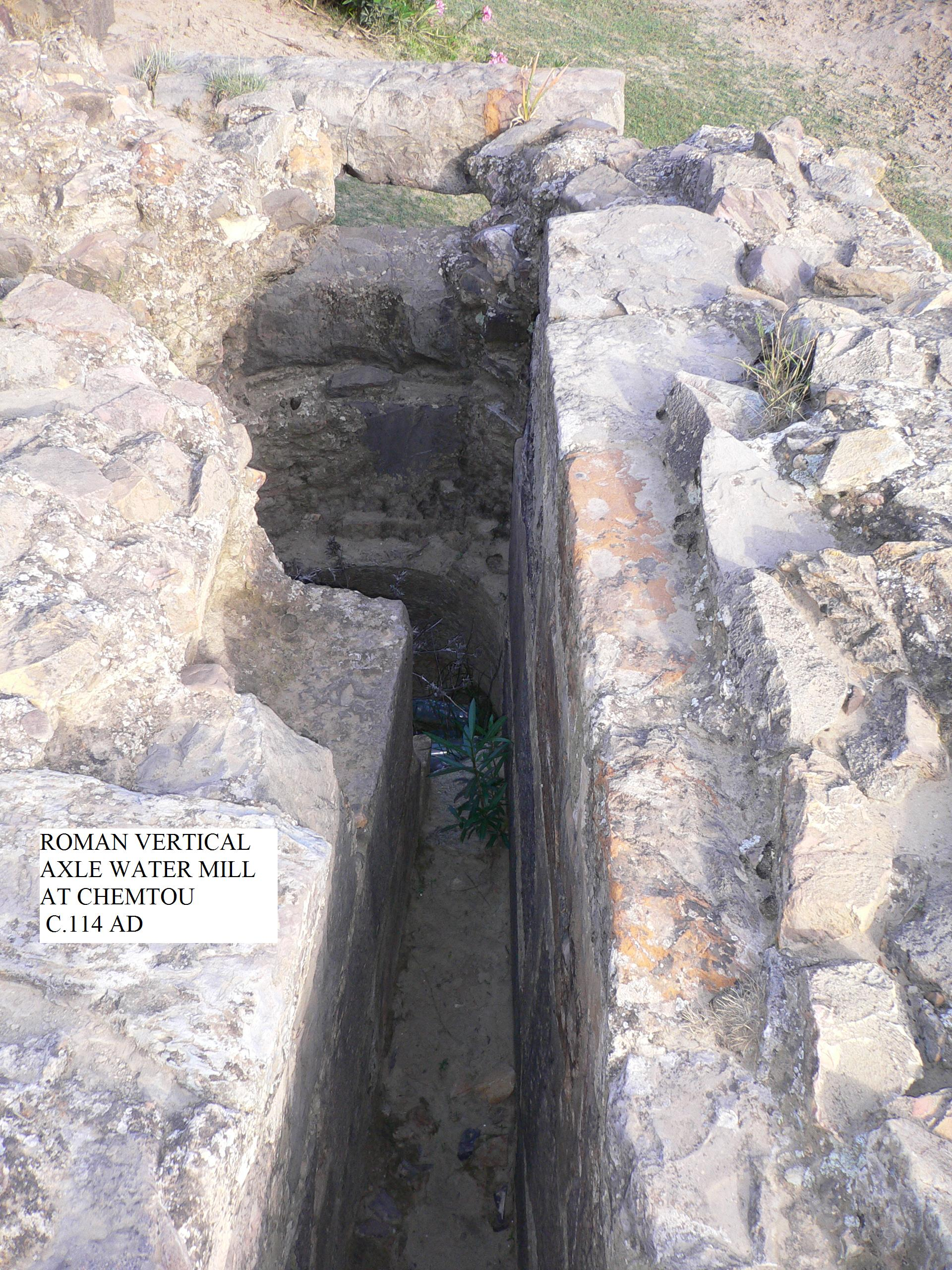
Турбинная мельница древнеримского времени, найденная в Тунисе. Тангенциальный поток воды, текущий в мельничном канале, заставлял вращаться горизонтально расположенное мельничное колесо на вертикальной оси подобно настоящей турбине, использующей кинетическую энергию потока воды.

## Основные типы гидротурбин
Основными применяемыми в мире типами гидротурбин являются:
- Пропеллерные
- Поворотно-лопастные (Каплан)
- Радиально-осевые (Френсис)
- Ковшовые (Пельтон)

Выбор типа гидравлической турбины для гидроэлектростанции зависит от параметров напора и расхода воды. Гидротурбины пропеллерного и поворотно-лопастного типа применяются, как правило при малых напорах и больших расходах. Радиально-осевые гидротурбины применяют на средних напорах и при средних расходах. Ковшовые гидротурбины применяются при малых расходах и больших напорах, как правило, в горных районах.